# خوزه نیه‌تو
خوزه نیه‌تو (اسپانیایی: José Nieto‎؛ زادهٔ ۱ مارس ۱۹۴۲) بازیگر و آهنگساز اهل اسپانیا است.
از فیلم‌ها یا مجموعه‌های تلویزیونی که وی در آن‌ها نقش داشته‌است، می‌توان به وقت تنگ است، جنگل افسون‌شده، اسکیلاچه و لوته: جانت را نجات بده اشاره نمود.
او تاکنون برندهٔ ۷ جایزه گویا، ۵ «جایزهٔ حلقهٔ نویسندگان سینما» و یک جایزه ملی فیلم شده‌است.